# André Rocha da Silva
André Francisco Williams Rocha da Silva vagy röviden Andrézinho [ejtsd: Andrézinyu] (1986. február 12. –) brazil labdarúgó, korábban a Ferencváros, jelenleg a malajziai székhelyű Johor Darul Takzim FC középpályása.

## Pályafutása

### Kezdetek a Clube do Remo-nál
A középpályás , Andrezinho elkezdte karrierjét Clube do Remo ifjúsági csapatában . 2007-ben megkapta az első lehetőséget, a klub profi csapatában az akkori edző Giba Maniaes kezei alatt. Részt vett a Paraense labdarúgó-bajnokságban, ahol 17-szer játszott és 2 gólt lőtt és hozzájárult ahhoz hogy a klub Pará állam megkoronázott bajnokai legyenek. Ezek után játszott még a Corinthiansnál, a Guaraninál és a Paulistanál.

### Kína
Andrezinho átigazolt a Zhejiang Greentownhoz Kínába aztán kölcsönbe ment Paulistához 2009-ben.

### Ferencváros
2010 nyarán érkezett próbajátékra a Ferencvároshoz. Pár nap tesztelés, és egy edzőmérkőzés után, a vezetőség szerződést ajánlott neki. Andrezinho ezt elfogadta, és 2+1 éves szerződést írt alá, melyet nem töltött ki. Előbb visszautasította 2011 nyarán felkínált, számára kedvezőtlen feltételeket tartalmazó új szerződést, majd távozott a csapattól.

### Malajzia
2012-ben aláírt a Johor FA csapatához, a klub a Malaysia Premier League-ben játszott, ez Malajzia másodosztálya. Jelentős szerepet játszott Johor FA csapatában, különösen azután, hogy segítségével jogosultak lettek a Malaysia Cup versenyen való részvételhez 2012-ben. 2013 áprilisában átigazolt Johor város másik csapatához, a Johor Darul Takzim FChez, akik Malajzia első osztályában, a Malaysia Super League-ben játszanak. Megkönnyítette mindkét csapat részére (Johor FAnak és Johor Darul Takzim FC), hogy Johor trónörököse, Tunku Ismail Idris elnöksége alatt történt az átigazolás.